# Wayne megye (Iowa)
Wayne megye az Amerikai Egyesült Államokban, azon belül Iowa államban található. Lakosainak száma 6497 fő (2020. április 1.). Wayne megye Lucas, Mercer, Putnam, Clarke, Decatur, Monroe és Appanoose megyékkel határos.

## Népesség
A megye népessége az elmúlt években az alábbi módon változott:
| Lakosok száma | 6395 | 6359 | 6362 | 6402 | 6385 | 6497 |
|               | 2010 | 2011 | 2012 | 2013 | 2015 | 2020 |